# Artema atlanta
Artema atlanta là một loài nhện trong họ Pholcidae. Loài này được phát hiện ở het gehele tropische gebied en is geïntroduceerd năm BelgiëBản mẫu:Feit. Loài này là loài điển hình của chi Artema